# Alexander Tarakhovsky
Alexander Tarakhovsky (* 1955 in Czernowitz, Ukrainische SSR) ist ein ukrainisch-US-amerikanischer Professor für Immunologie, Virologie und Mikrobiologie. Er lebt und arbeitet in New York City.

## Leben und Werk
Tarakhovsky absolvierte sein Medizinstudium in Kiew und erlangte 1982 den Ph.D. an der Nationalen Akademie der Wissenschaften der Ukraine 1982. Er arbeitete in Moskau und später in Tallinn, Estland. 1992 wurde er Humboldt-Stipendiat und später wissenschaftlicher Mitarbeiter am Institut für Genetik der Universität zu Köln. Seit 2003 ist er Professor an der Rockefeller University in New York City.
Alexander Tarakhovskys forscht auf dem Gebiet der Epigenetik. 2012 stellte er Epigenetic Reset, bestehend aus 80.000 Röhrchen mit Genen, aus. „Gleich dahinter macht ein Gerät unaufhörlich DNA-Kopien, wenn man es mit einer Vorlage aus dem Vorrat an diversen Genen füttert. Diese Maschine ist während der gesamten Laufzeit der dOCUMENTA (13) in Betrieb und produziert Proben, die über den gesamten Ausstellungsraum verteilt gezeigt und auch an das Publikum zum Mitnehmen verkauft werden.“